# 黒川郡
- 令制国一覧 > 東山道 > 陸前国 > 黒川郡
- 日本 > 東北地方 > 宮城県 > 黒川郡

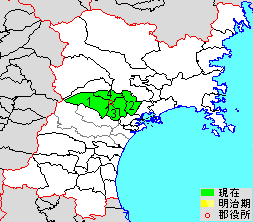
富谷市制移行以前の宮城県黒川郡の範囲（1.大和町 2.大郷町 3.富谷町（現・富谷市） 4.大衡村）

黒川郡（くろかわぐん）は、宮城県の郡。令制国下では陸奥国（のち陸前国）に属す。
人口41,137人、面積367.82km²、人口密度112人/km²。（2025年3月1日、推計人口）
以下の2町1村を含む。
- 大和町（たいわちょう）
- 大郷町（おおさとちょう）
- 大衡村（おおひらむら）

## 概要
1878年（明治11年）に行政区画として発足した当時の郡域は、上記2町1村に富谷市及び大崎市の一部（鹿島台大迫の一部）を加えた区域にあたる。
旧来の黒川郡の中心は、北の大松沢丘陵と南の松島丘陵に挟まれた吉田川水系沿いの平地に拓かれた水田地帯と、奥州街道の宿場町を起源とする微高地沿いの大郷町以外の町村役場があるあたりであった。
1970年（昭和45年）に黒川郡の国勢調査人口は戦後最少となるが、この頃から仙台市の郊外化（ドーナツ化現象）進行により、仙台市との境界に近い松島丘陵上に住宅地が造成され始め、郡全体の人口は増加に転じた。1975年（昭和50年）には「仙台北部中核都市構想」が策定され、1976年（昭和51年）12月9日に東北自動車道の黒川郡内区間が開通すると、高速道路に沿うようにして工業団地の造成が始まった。黒川郡4町村は1983年（昭和58年）に制定されたテクノポリス法により仙台市および泉市（現：仙台市泉区）と共に「仙台北部地域」に指定され、さらに1985年（昭和60年）には同法に基き策定された「仙台北部中核テクノポリス構想」の一部として、「仙台北部中核都市構想」へと位置づけ直された。
近年は、仙台都市圏の一部として郡内の人口比率も旧来の中心地より新興地帯である南部の占める割合が高くなってきている。また、セントラル自動車（現・トヨタ自動車東日本）や東京エレクトロンが進出して機械工業が集積してきたため、東北地方における重要な工業地区となりつつある。

## 人口
現市町村界での国勢調査人口の推移（単位：人）を以下に示す。

## 歴史
平安時代の『和名類聚抄』には、新田・白川・駅家の3郷が記載されている。

### 近代以降の沿革
幕末時点では陸奥国に所属し、全域が仙台藩領であった。「旧高旧領取調帳」に記載されている明治初年時点に存在した村は以下の通り。（49村）
| 区分            | 村名 | 所属代官区                    | 所轄郡奉行 |
| --------------- | --- | ----------------------------- | ---------- |
| 黒川 （38か村） | 今村、一関村、二関村、三関村、相川村、明石村、石積村、石原村、今泉村、大瓜村、大亀村、太田村、大平村、大衡村、大森村、大童村、奥田村、小鶴沢村、小野村、北目大崎村、穀田村、駒場村、三ヶ内村、志戸田村、下草村、高田村、富谷村、鳥屋村、蒜袋村、桧和田村、報恩寺村、舞野村、幕柳村、松坂村、宮床村、山田村、吉田村、小野目成田村（西成田村） | 吉岡代官所 （今村）           | 北方郡奉行 |
| 大谷 （11か村） | 中村、鶉崎村、大松沢村、粕川村、川内村、不来内村、土橋村、羽生村、味明村、山崎村、大谷成田村（東成田村） | 高城代官所 （宮城郡高城本郷） | 北方郡奉行 |

高城代官所は宮城郡高城本郷に在り、宮城郡のうち高城13か村・桃生郡深谷のうち宮戸島1か村・黒川郡のうち大谷11か村を管轄。
- 明治元年
  - 9月24日（1868年11月8日） - 仙台藩主伊達慶邦が官軍に降伏。28万石に減封となる。
  - 12月7日（1869年1月19日） - 陸奥国が分割され、本郡は陸前国の所属となる。
  - 12月12日（1869年1月24日） - 伊達亀三郎（慶邦の子）に旧領のうち28万石が与えられ仙台藩が復活。全域が仙台藩領となる。
- 明治3年（1870年） - 大谷の成田村を東成田村に、小野目成田村を西成田村に改称する。
- 明治4年
  - 7月14日（1871年8月19日） - 廃藩置県により仙台県（第1次）の管轄となる。
  - 11月2日（1871年12月13日） - 第1次府県統合により仙台県（第2次）の管轄となる。
- 明治5年
  - 1月8日（1872年2月16日） - 仙台県（第2次）が宮城県に改称。
  - 4月9日（1872年6月10日） - 大区小区制の施行により、黒川郡は宮城県第4大区となる。

| 宮城県第4大区（全12小区。黒川郡のみ） | 宮城県第4大区（全12小区。黒川郡のみ）                                      |
| 小区                                  | 所属村                                                                     |
| ------------------------------------- | -------------------------------------------------------------------------- |
| 小1区                                 | 富谷村、下草村、今泉村、大童村、三関村                                     |
| 小2区                                 | 太田村、小鶴沢村、幕柳村、山田村、明石村、石積村、大亀村、穀田村、西成田村 |
| 小3区                                 | 宮床村、小野村、志戸田村、一関村、二関村                                   |
| 小4区                                 | 今村、高田村、蒜袋村、舞野村                                               |
| 小5区                                 | 桧和田村、大平村、北目大崎村、鳥屋村                                       |
| 小6区                                 | 中村、鶉崎村、川内村、土橋村、東成田村                                     |
| 小7区                                 | 不来内村、羽生村、味明村、山崎村                                           |
| 小8区                                 | 粕川村                                                                     |
| 小9区                                 | 大松沢村                                                                   |
| 小10区                                | 相川村、三ヶ内村、報恩寺村、松坂村、大森村、駒場村、石原村                 |
| 小11区                                | 大衡村、大瓜村、奥田村                                                     |
| 小12区                                | 吉田村                                                                     |

- 明治7年（1874年）4月 - 区の再編により、黒川郡は加美郡と共に宮城県第3大区となる。

| 宮城県第3大区（全14小区。黒川郡1～7・加美郡） | 宮城県第3大区（全14小区。黒川郡1～7・加美郡）                                                              |
| 小区                                          | 所属村 |
| --------------------------------------------- | --- |
| 小1区                                         | 富谷村、明石村、石積村、今泉村、大亀村、大童村、穀田村、西成田村、太田村、小鶴沢村、鳥屋村、幕柳村、山田村 |
| 小2区                                         | 宮床村、小野村、下草村、志戸田村、一関村、二関村、三関村                                                   |
| 小3区                                         | 相川村、三ヶ内村、桧和田村、報恩寺村、松坂村、大平村、北目大崎村                                           |
| 小4区                                         | 中村、鶉崎村、川内村、不来内村、土橋村、羽生村、味明村、山崎村、東成田村                                   |
| 小5区                                         | 大松沢村、粕川村、石原村、大森村                                                                           |
| 小6区                                         | 今村、舞野村、高田村、吉田村                                                                               |
| 小7区                                         | 大衡村、大瓜村、奥田村、駒場村、蒜袋村                                                                     |

- 明治9年（1876年）11月 - 区の再編により、黒川郡は名取郡・宮城郡と共に宮城県第2大区となる。

| 宮城県第2大区（全17小区。名取郡・宮城郡・黒川郡15～17） | 宮城県第2大区（全17小区。名取郡・宮城郡・黒川郡15～17） |
| 小区                                                    | 所属村 |
| ------------------------------------------------------- | --- |
| 小15区                                                  | 富谷村、一関村、二関村、三関村、明石村、石積村、今泉村、大亀村、大童村、穀田村、志戸田村、西成田村、宮床村、小野村、下草村、太田村、大平村、小鶴沢村、北目大崎村、鳥屋村、幕柳村、山田村、高田村 |
| 小16区                                                  | 粕川村、大松沢村、中村、鶉崎村、川内村、不来内村、土橋村、羽生村、味明村、山崎村、東成田村、石原村、大森村、三ヶ内村、報恩寺村                                                                   |
| 小17区                                                  | 今村、吉田村、相川村、蒜袋村、桧和田村、舞野村、松坂村、大衡村、大瓜村、奥田村、駒場村 |

- 明治11年（1878年）10月21日 - 郡区町村編制法の宮城県での施行により、行政区画としての黒川郡が発足。「黒川加美郡役所」が今村に設置され、加美郡とともに管轄。同日大区小区制廃止。

### 町村制以降の沿革

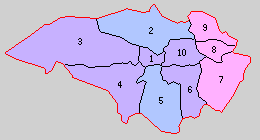
1.吉岡町 2.大衡村 3.吉田村 4.宮床村 5.富谷村 6.鶴巣村 7.大谷村 8.粕川村 9.大松沢村 10.落合村（紫：大和町 桃：大郷町 青：合併なし）

- 明治22年（1889年）4月1日 - 町村制の施行により、以下の町村が発足[4]。（1町9村）
  - 吉岡町（今村が単独町制。現・大和町）
  - 大衡村 ← 大衡村、大瓜村、大森村、奥田村、駒場村（現存)
  - 吉田村 ← 吉田村、高田村（現・大和町）
  - 宮床村 ← 宮床村、小野村（現・大和町）
  - 富谷村 ← 富谷村、一関村、二関村、三関村、明石村、石積村、今泉村、大亀村、大童村、穀田村、志戸田村、西成田村（現・富谷市）
  - 鶴巣村 ← 下草村（現・富谷市、大和町）、太田村、大平村、北目大崎村、小鶴沢村、鳥屋村、幕柳村、山田村（現・大和町）
  - 大谷村 ← 中村、鶉崎村、川内村、不来内村、土橋村、羽生村、味明村、東成田村（現・大郷町）、山崎村（現・大郷町、大崎市）
  - 粕川村 ← 粕川村、石原村（現・大郷町）
  - 大松沢村（単独村制。現・大郷町）
  - 落合村 ← 相川村、三ヶ内村、蒜袋村、桧和田村、報恩寺村、舞野村、松坂村（現・大和町）
- 明治27年（1894年）4月1日 - 郡制を施行。郡役所が吉岡町に設置。
- 大正12年（1923年）4月1日 - 郡会が廃止。郡役所は存続。
- 大正15年（1926年）7月1日 - 郡役所が廃止。以降は地理的区分名称となる。
- 昭和8年（1933年）5月1日 - 鶴巣村の一部（下草の一部[5]）が富谷村に編入。
- 昭和29年（1954年）
  - 5月1日 - 大谷村の一部（山崎の一部[6]、0.69km2）が志田郡鹿島台町（現・大崎市）に編入。
  - 7月1日 - 大松沢村・大谷村・粕川村が合併して大郷村が発足。（1町7村）
- 昭和30年（1955年）4月20日 - 吉岡町・落合村・鶴巣村・宮床村・吉田村が合併して大和町が発足。（1町3村）
- 昭和34年（1959年）4月1日 - 大郷村が町制施行して大郷町となる。（2町2村）
- 昭和38年（1963年）4月1日 - 富谷村が町制施行して富谷町となる。（3町1村）
- 平成28年（2016年）10月10日 - 富谷町が市制施行して富谷市となり、郡より離脱。（2町1村）

### 変遷表
| 明治22年以前 | 明治22年以前 | 明治3年    | 明治22年 4月1日 町村制施行 | 明治22年 - 昭和29年                 | 昭和30年 - 昭和64年        | 平成元年 - 現在              | 現在   |
| ------------ | ------------ | ---------- | -------------------------- | ----------------------------------- | -------------------------- | ---------------------------- | ------ |
| 今村         | 今村         | 今村       | 吉岡町                     | 吉岡町                              | 昭和30年4月20日 大和町     | 大和町                       | 大和町 |
| 相川村       | 相川村       | 相川村     | 落合村                     | 落合村                              | 昭和30年4月20日 大和町     | 大和町                       | 大和町 |
| 三ヶ内村     | 三ヶ内村     | 三ヶ内村   | 落合村                     | 落合村                              | 昭和30年4月20日 大和町     | 大和町                       | 大和町 |
| 蒜袋村       | 蒜袋村       | 蒜袋村     | 落合村                     | 落合村                              | 昭和30年4月20日 大和町     | 大和町                       | 大和町 |
| 桧和田村     | 桧和田村     | 桧和田村   | 落合村                     | 落合村                              | 昭和30年4月20日 大和町     | 大和町                       | 大和町 |
| 報恩寺村     | 報恩寺村     | 報恩寺村   | 落合村                     | 落合村                              | 昭和30年4月20日 大和町     | 大和町                       | 大和町 |
| 舞野村       | 舞野村       | 舞野村     | 落合村                     | 落合村                              | 昭和30年4月20日 大和町     | 大和町                       | 大和町 |
| 松坂村       | 松坂村       | 松坂村     | 落合村                     | 落合村                              | 昭和30年4月20日 大和町     | 大和町                       | 大和町 |
| 宮床村       | 宮床村       | 宮床村     | 宮床村                     | 宮床村                              | 昭和30年4月20日 大和町     | 大和町                       | 大和町 |
| 小野村       | 小野村       | 小野村     | 宮床村                     | 宮床村                              | 昭和30年4月20日 大和町     | 大和町                       | 大和町 |
| 吉田村       | 吉田村       | 吉田村     | 吉田村                     | 吉田村                              | 昭和30年4月20日 大和町     | 大和町                       | 大和町 |
| 高田村       | 高田村       | 高田村     | 吉田村                     | 吉田村                              | 昭和30年4月20日 大和町     | 大和町                       | 大和町 |
| 鶴巣村       | 鶴巣村       | 鶴巣村     | 鶴巣村                     | 鶴巣村                              | 昭和30年4月20日 大和町     | 大和町                       | 大和町 |
| 大平村       | 大平村       | 大平村     | 鶴巣村                     | 鶴巣村                              | 昭和30年4月20日 大和町     | 大和町                       | 大和町 |
| 小鶴沢村     | 小鶴沢村     | 小鶴沢村   | 鶴巣村                     | 鶴巣村                              | 昭和30年4月20日 大和町     | 大和町                       | 大和町 |
| 北目大崎村   | 北目大崎村   | 北目大崎村 | 鶴巣村                     | 鶴巣村                              | 昭和30年4月20日 大和町     | 大和町                       | 大和町 |
| 鳥屋村       | 鳥屋村       | 鳥屋村     | 鶴巣村                     | 鶴巣村                              | 昭和30年4月20日 大和町     | 大和町                       | 大和町 |
| 幕柳村       | 幕柳村       | 幕柳村     | 鶴巣村                     | 鶴巣村                              | 昭和30年4月20日 大和町     | 大和町                       | 大和町 |
| 山田村       | 山田村       | 山田村     | 鶴巣村                     | 鶴巣村                              | 昭和30年4月20日 大和町     | 大和町                       | 大和町 |
| 下草村       | 一部         | 下草村     | 鶴巣村                     | 鶴巣村                              | 昭和30年4月20日 大和町     | 大和町                       | 大和町 |
| 下草村       | 一部         | 下草村     | 鶴巣村                     | 昭和8年5月1日 富谷村に編入          | 昭和38年4月1日 町制 富谷町 | 平成28年10月10日 市制 富谷市 | 富谷市 |
| 富谷村       | 富谷村       | 富谷村     | 富谷村                     | 富谷村                              | 昭和38年4月1日 町制 富谷町 | 平成28年10月10日 市制 富谷市 | 富谷市 |
| 一関村       | 一関村       | 一関村     | 富谷村                     | 富谷村                              | 昭和38年4月1日 町制 富谷町 | 平成28年10月10日 市制 富谷市 | 富谷市 |
| 二関村       | 二関村       | 二関村     | 富谷村                     | 富谷村                              | 昭和38年4月1日 町制 富谷町 | 平成28年10月10日 市制 富谷市 | 富谷市 |
| 三関村       | 三関村       | 三関村     | 富谷村                     | 富谷村                              | 昭和38年4月1日 町制 富谷町 | 平成28年10月10日 市制 富谷市 | 富谷市 |
| 明石村       | 明石村       | 明石村     | 富谷村                     | 富谷村                              | 昭和38年4月1日 町制 富谷町 | 平成28年10月10日 市制 富谷市 | 富谷市 |
| 石積村       | 石積村       | 石積村     | 富谷村                     | 富谷村                              | 昭和38年4月1日 町制 富谷町 | 平成28年10月10日 市制 富谷市 | 富谷市 |
| 今泉村       | 今泉村       | 今泉村     | 富谷村                     | 富谷村                              | 昭和38年4月1日 町制 富谷町 | 平成28年10月10日 市制 富谷市 | 富谷市 |
| 大亀村       | 大亀村       | 大亀村     | 富谷村                     | 富谷村                              | 昭和38年4月1日 町制 富谷町 | 平成28年10月10日 市制 富谷市 | 富谷市 |
| 大童村       | 大童村       | 大童村     | 富谷村                     | 富谷村                              | 昭和38年4月1日 町制 富谷町 | 平成28年10月10日 市制 富谷市 | 富谷市 |
| 穀田村       | 穀田村       | 穀田村     | 富谷村                     | 富谷村                              | 昭和38年4月1日 町制 富谷町 | 平成28年10月10日 市制 富谷市 | 富谷市 |
| 志戸田村     | 志戸田村     | 志戸田村   | 富谷村                     | 富谷村                              | 昭和38年4月1日 町制 富谷町 | 平成28年10月10日 市制 富谷市 | 富谷市 |
| 小野目成田村 | 小野目成田村 | 西成田村   | 富谷村                     | 富谷村                              | 昭和38年4月1日 町制 富谷町 | 平成28年10月10日 市制 富谷市 | 富谷市 |
| 大衡村       | 大衡村       | 大衡村     | 大衡村                     | 大衡村                              | 大衡村                     | 大衡村                       | 大衡村 |
| 大瓜村       | 大瓜村       | 大瓜村     | 大衡村                     | 大衡村                              | 大衡村                     | 大衡村                       | 大衡村 |
| 大森村       | 大森村       | 大森村     | 大衡村                     | 大衡村                              | 大衡村                     | 大衡村                       | 大衡村 |
| 奥田村       | 奥田村       | 奥田村     | 大衡村                     | 大衡村                              | 大衡村                     | 大衡村                       | 大衡村 |
| 駒場村       | 駒場村       | 駒場村     | 大衡村                     | 大衡村                              | 大衡村                     | 大衡村                       | 大衡村 |
| 大松沢村     | 大松沢村     | 大松沢村   | 大松沢村                   | 昭和29年7月1日 大郷村               | 昭和34年4月1日 町制 大郷町 | 大郷町                       | 大郷町 |
| 粕川村       | 粕川村       | 粕川村     | 粕川村                     | 昭和29年7月1日 大郷村               | 昭和34年4月1日 町制 大郷町 | 大郷町                       | 大郷町 |
| 石原村       | 石原村       | 石原村     | 粕川村                     | 昭和29年7月1日 大郷村               | 昭和34年4月1日 町制 大郷町 | 大郷町                       | 大郷町 |
| 中村         | 中村         | 中村       | 大谷村                     | 昭和29年7月1日 大郷村               | 昭和34年4月1日 町制 大郷町 | 大郷町                       | 大郷町 |
| 鶉崎村       | 鶉崎村       | 鶉崎村     | 大谷村                     | 昭和29年7月1日 大郷村               | 昭和34年4月1日 町制 大郷町 | 大郷町                       | 大郷町 |
| 川内村       | 川内村       | 川内村     | 大谷村                     | 昭和29年7月1日 大郷村               | 昭和34年4月1日 町制 大郷町 | 大郷町                       | 大郷町 |
| 不来内村     | 不来内村     | 不来内村   | 大谷村                     | 昭和29年7月1日 大郷村               | 昭和34年4月1日 町制 大郷町 | 大郷町                       | 大郷町 |
| 土橋村       | 土橋村       | 土橋村     | 大谷村                     | 昭和29年7月1日 大郷村               | 昭和34年4月1日 町制 大郷町 | 大郷町                       | 大郷町 |
| 羽生村       | 羽生村       | 羽生村     | 大谷村                     | 昭和29年7月1日 大郷村               | 昭和34年4月1日 町制 大郷町 | 大郷町                       | 大郷町 |
| 味明村       | 味明村       | 味明村     | 大谷村                     | 昭和29年7月1日 大郷村               | 昭和34年4月1日 町制 大郷町 | 大郷町                       | 大郷町 |
| 大谷成田村   | 大谷成田村   | 東成田村   | 大谷村                     | 昭和29年7月1日 大郷村               | 昭和34年4月1日 町制 大郷町 | 大郷町                       | 大郷町 |
| 山崎村       | 一部を除く   | 山崎村     | 大谷村                     | 昭和29年7月1日 大郷村               | 昭和34年4月1日 町制 大郷町 | 大郷町                       | 大郷町 |
| 山崎村       | 一部         | 山崎村     | 大谷村                     | 昭和29年5月1日 志田郡鹿島台町に編入 | 志田郡鹿島台町             | 平成17年3月31日 大崎市に編入 | 大崎市 |

## 町村合併の経緯
1889年（明治22年）4月の町村制施行にともなう明治の大合併によって、黒川郡内には10町村が成立した。
| 大衡村 （2,912） | 大衡村 （2,912） | 大衡村 （2,912） | 大松沢村 （2,081） |
| 吉田村 （2,491） | 吉岡町 （3,246） | 落合村 （2,509） | 粕川村 （1,690）   |
| 宮床村 （2,003） | 富谷村 （3,645） | 鶴巣村 （2,711） | 大谷村 （4,454）   |

- 町村名の下の括弧内の数字は1920年（大正9年）国勢調査人口（単位：人）[7]。

昭和の大合併の際、県が提示した試案は郡内西部を南北2つ、東部を1つの計3自治体に再編するというものであった。
| 大衡村 （6,112） | 大衡村 （6,112） | 大衡村 （6,112） | 大松沢村 （3,245） |
| 吉田村 （3,606） | 吉岡町 （5,239） | 落合村 （3,259） | 粕川村 （2,991）   |
| 宮床村 （3,066） | 富谷村 （5,201） | 鶴巣村 （4,036） | 大谷村 （6,813）   |

- 町村名の下の括弧内の数字は1950年（昭和25年）国勢調査人口（単位：人）[7]。
  - 北部4町村：18,216人
  - 南部3ヶ村：12,303人
  - 東部3ヶ村：13,049人

東部3ヶ村は試案の通り1954年（昭和29年）7月1日に合併し大郷村となったが、西部では大衡村が独立を望んで合併に反対、富谷村は県試案を支持したものの、他の5町村は西部7町村全て統合する大規模合併を主張したため交渉が決裂し、結局大衡村と富谷村の2村を除いた1町4村が合併して1955年（昭和30年）4月20日に大和町が成立した。
その後も大衡・富谷両村は県から残置町村に指定されず、1957年（昭和32年）には宮城県知事から、1960年（昭和35年）には内閣総理大臣から重ねて両村に対して大和町と合併せよとの勧告がなされたが、両村ともこれを拒否し、黒川郡は1町3村となって昭和の大合併を終えた（のちに大郷・富谷が町制施行し3町1村となる）。
| 大衡村 | 大衡村 | 大衡村 | 大松沢村 |
| 吉田村 | 吉岡町 | 落合村 | 粕川村   |
| 宮床村 | 富谷村 | 鶴巣村 | 大谷村   |

平成の大合併の際には宮城県が黒川郡の現行4町村を統一する案を提示したほか、富谷町を仙台市に編入する案も出されたが、人口の激増によって単独市制施行の見込みが生じている富谷町はこれらの案を拒否し、平成の大合併による自治体の統廃合は発生しなかった。
| 「昭和の大合併」直後の 黒川郡内町村の人口比 1955年（昭和30年）国勢調査： 黒川郡（44,862人）内の人口比 大和町：19,825人 (44.2%) 大郷村：13,140人 (29.3%) 大衡村：6,754人 (15.1%) 富谷村：5,143人 (11.5%) | 富谷離脱直前の 黒川郡内町村の人口比 2015年（平成27年）国勢調査： 黒川郡（93,908人）内の人口比 大和町：28,244人 (30.1%) 大郷町：8,370人 (8.9%) 大衡村：5,703人 (6.1%) 富谷町：51,591人 (54.9%) |

## 行政
黒川・加美郡長
| 代 | 氏名       | 就任年月日                 | 退任年月日                 | 備考                |
| -- | ---------- | -------------------------- | -------------------------- | ------------------- |
| 1  | 高木惟矩   | 1879年（明治12年）3月      | 1880年（明治13年）11月6日  |                     |
| 2  | 但木良次   | 1880年（明治13年）11月6日  | 1899年（明治22年）11月26日 |                     |
| 3  | 竹内寿貞   | 1889年（明治22年）11月26日 | 1891年（明治24年）7月3日   |                     |
| 4  | 大童信太夫 | 1891年（明治24年）7月3日   | 1892年（明治25年）11月4日  |                     |
| 5  | 大立目謙吾 | 1892年（明治25年）11月4日  | 1894年（明治27年）3月31日  | 廃官 加美郡長へ転任 |

黒川郡長
| 代 | 氏名       | 就任年月日                 | 退任年月日                 | 備考 |
| -- | ---------- | -------------------------- | -------------------------- | ---- |
| 1  | 但木良次   | 1894年（明治27年）4月1日   | 1904年（明治37年）12月23日 |      |
| 2  | 武市郎     | 1904年（明治37年）12月23日 | 1906年（明治39年）2月28日  |      |
| 3  | 安藤房太郎 | 1906年（明治39年）2月28日  | 1908年（明治41年）7月29日  |      |
| 4  | 伊藤近春   | 1908年（明治41年）7月29日  | 1912年（大正元年）9月24日  |      |
| 5  | 石崎寅吉   | 1912年（大正元年）9月24日  | 1916年（大正5年）12月2日   |      |
| 6  | 松木親則   | 1916年（大正5年）12月2日   | 1919年（大正8年）12月8日   |      |
| 7  | 森田専七郎 | 1919年（大正8年）12月8日   | 1920年（大正9年）12月27日  |      |
| 8  | 谷口喜藤太 | 1920年（大正9年）12月27日  | 1923年（大正12年）2月27日  |      |
| 9  | 佐藤真平   | 1923年（大正12年）2月27日  |                            |      |